# Bob Stoloff
Bob Stoloff (* 20. August 1952 in New York) ist ein amerikanischer Jazzmusiker (Gesang, zunächst Schlagzeug, Komposition).

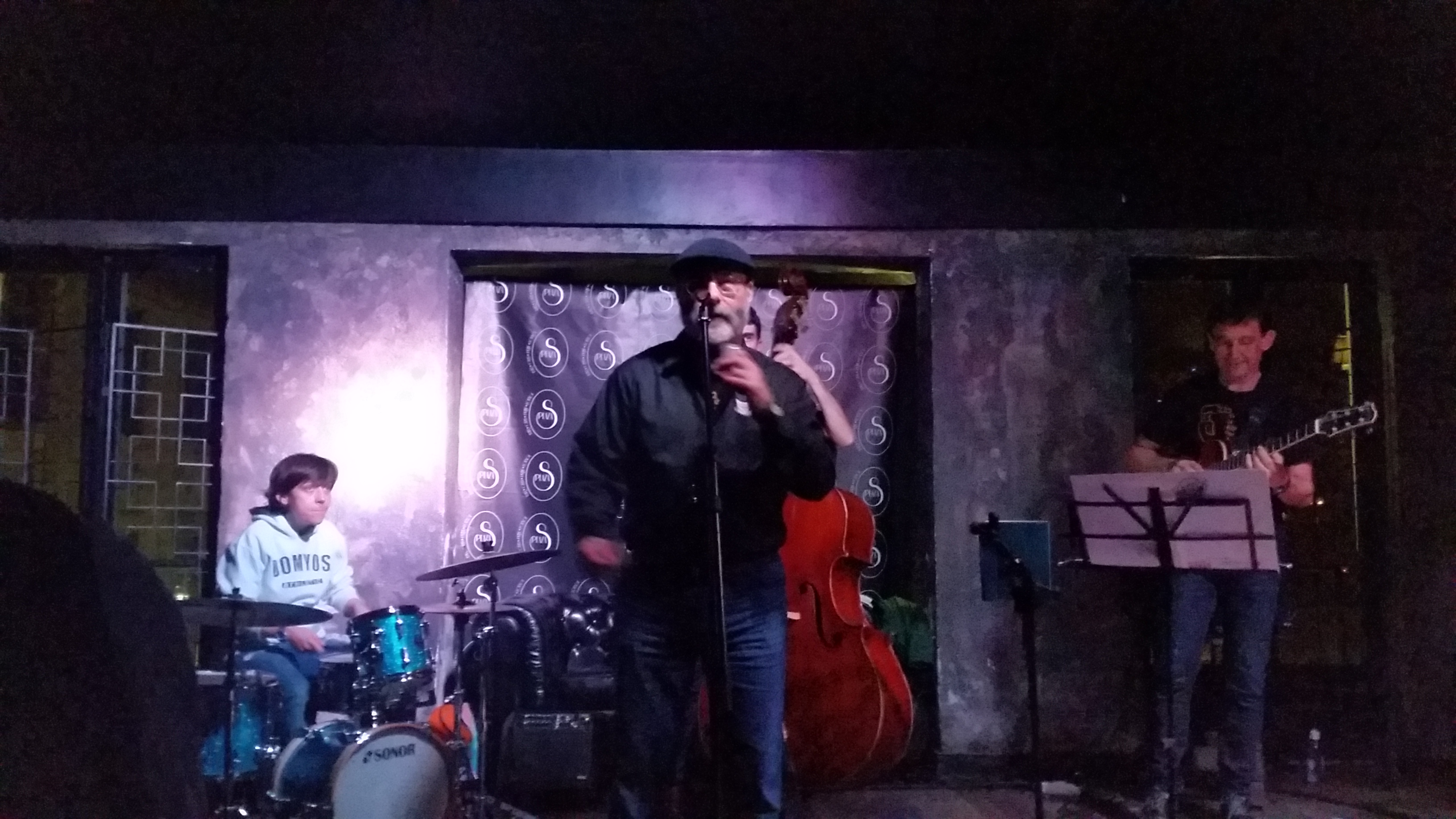
Bob Stolof (in Spanien)

## Leben und Wirken
Stoloff, der zunächst in Port Washington aufwuchs, als Jugendlicher zahlreiche Instrumente spielte und von 1967 bis 1969 die High School of Music & Art in New York absolvierte, war dann als Musiker tätig. Er studierte zwischen 1974 und 1976 am Berklee College of Music Schlagzeug, begann in dieser Zeit aber auch zu singen. In den nächsten Jahren war er als Studiomusiker tätig und war als Schlagzeuger Begleitmusiker auf zahlreichen Alben. 1983 wurde er an das Berklee College berufen, wo er Scatgesang lehrte. 1984 war er mit dem Vocal Summit (zu dem damals Urszula Dudziak, Jay Clayton, Jeanne Lee und teilweise Bobby McFerrin gehörten) in Europa unterwegs. Daneben ist er auch mit Joey Blake und Bobby McFerrin aufgetreten.
Er legte mehrere Lehrbücher über Jazzgesang vor und lehrte weiterhin als Associate Professor am Berklee College, wo er stellvertretender Leiter des Voice Department wurde. Daneben leitete er auch die Stimmausbildung an der Universidad San Francisco de Quito in Ecuador. Er ist auf Aufnahmen mit dem Jazz Harp Trio und der Bostoner Gruppe The Ritz zu hören.

## Schriften
- Scat! Vocal Improvisation Techniques (Gerard/Sarzin; mit CD)
- Blues Scatitudes (Gerard/Sarzin)
- Body Beats (Advance Music)
- Vocal Improvisation: An Instru-Vocal Approach for Soloists, Groups, and Choirs (Hal Leonard/Berklee Press)
- Rhythmania! (einschl. CD)
- Recipes for Soloing over Jazz Standards Vol. 1